# Pilot (Band)
Pilot war eine britische Popband der 1970er Jahre, deren größte Erfolge die Singles Magic (1974) und January (1975) sind.

## Bandgeschichte
Die Geschichte von Pilot begann 1970, als sich David Paton und Billy Lyall als Mitglieder der frühen Bay City Rollers kennenlernten. Das Zusammenspiel bei den Rollers war aber nur von kurzer Dauer. Schon im Oktober 1970 verließ Paton die Rollers, ein Jahr später schied auch Billy Lyall aus. Knapp einen Monat später trafen sich die beiden zufällig vor der Zentralbibliothek in Edinburgh in der Nähe der George-IV-Bridge, wo sie beide zur gleichen Zeit die Musikbibliothek aufsuchten. Billy Lyall war zu dieser Zeit Haustechniker in den Edinburgher Craighall Studios, in denen er in seiner Freizeit selbstgeschriebene Songs aufnahm. Dieses Zusammentreffen sollte später in dem Song The Library Door auf dem Album Two's a Crowd Namensgeber werden.
Im Laufe des Jahres 1972 trafen sich Paton und Lyall regelmäßig jede Woche, um gemeinsam zu komponieren und Demosongs aufzunehmen. So kamen mehr als hundert Songs zusammen. Um diese auch als Band zu präsentieren, engagierten sie den ebenfalls aus Edinburgh stammenden Schlagzeuger Stuart Tosh und gründeten 1973 ihre gemeinsame Band. Aus den Anfangsbuchstaben der Nachnamen der drei Musiker entstand durch Zusatz zweier Vokale schließlich der Bandname Pilot.
Nachdem sie im April 1974 bei EMI Records als Trio ihren heiß ersehnten Plattenvertrag unterschrieben hatten, begann die Band sofort mit den Aufnahmen zum Album From the Album with the Same Name in den Abbey Road Studios. Betreut wurden sie dabei von Alan Parsons als Produzent. Die Verantwortlichen von EMI Records hatten allerdings vor, sie ähnlich wie die Bay City Rollers aufzubauen, was noch zu Differenzen führen sollte. Als ersten Titel nahmen sie zuerst Just a Smile auf, das am 7. Juni 1974 als Single veröffentlicht wurde, aber nicht in die Charts kam.
Während ihrer verschiedenen Aufnahmesessions merkte die Band, dass sie eigentlich noch einen Gitarristen benötigten, und so überzeugten sie den in Edinburgh arbeitenden Sessiongitarrist Ian Bairnson, seine Gitarrenparts z. B. zu Just Let Me Be oder High in the Sky beizusteuern. Während sie die Aufnahmen und den Mix des Albums beendeten, wurde ihnen klar, dass sie jemanden brauchten, der entweder Bass oder Gitarre spielte, vor allem für eine geplante Tournee. Sie hörten sich Bassisten an, fanden aber keine geeignete Besetzung. Als sie dann eine Audition für potentielle Gitarristen abhielten, kam Bairnson in den Abbey Road Studios vorbei, um zu sehen, wie sie vorankamen. Einen geeigneteren Gitarristen als Bairnson konnten sie eigentlich nicht finden und baten ihn deshalb spontan, doch als festes Mitglied bei Pilot einzusteigen, wozu Bairnson auch bereit war. Daraufhin wechselte Paton dauerhaft zum Bass. Die Verantwortlichen bei EMI waren mit dieser Entscheidung nicht sehr zufrieden, weil sie der Meinung waren, dass diese Besetzung im Widerspruch zu dem Image stand, das sie für die Band schaffen wollten.
Die Mitwirkung Bairnsons, mit seinen unvergleichlichen Harmoniegitarren- und Soloparts, sollte allerdings zu einem Glücksfall für die Band und ein Markenzeichen des Bandsounds in der Folgezeit werden. David Paton sagte 2020 im Interview mit der Musik-Fachzeitschrift Goldmine dazu Folgendes:
Bevor es zur nächsten Single-Auskopplung kam, veröffentlichte die Band unter dem Pseudonym Scotch Mist eine weitere Single, Ra-Ta-Ta, auch von Alan Parsons produziert. Von einem Erfolg konnte aber nicht gesprochen werden. Erst die Auskopplung Magic aus dem ersten Album platzierte sich in Deutschland in den Top 40, verfehlte in England nur knapp die Top 10 und stieg in den Vereinigten Staaten bis auf Rang fünf. Das Album selbst konnte sich allerdings nicht in den Charts platzieren. Auf diesem Erfolg aufbauend, ging die Band mit den Sparks auf eine UK-Tournee. 1996 wurde Magic als sogenannter „Theme Song“ im Soundtrack des Adam Sandler Films Happy Gilmore - Ein Champ zum Verlieben verwendet.
Mit January, das später auf dem Album Second Flight erschien, belegte die Band im Februar 1975 drei Wochen lang die Spitzenposition der englischen Charts. In Deutschland und Österreich schaffte es das Lied in die Top 20. Im selben Jahr folgten mit Call Me Round, einem weiteren Titel vom Album Second Flight, und Just a Smile, das bereits 1974 erschienen war und nun erneut verlegt wurde, zwei kleinere Hits.
Weitere Probleme mit dem Management kamen zustande, als dieses Lyall dazu überredete, die Band zu verlassen und eine Solokarriere zu beginnen. Da Lyall sowieso keine Freude an Tourneen hatte, war dieser Schritt schnell vollzogen und führte zu dem zwar wenig erfolgreichen aber trotzdem brillanten Solo-Album Solo Casting (1976). Eigentlich hätte dies auch ein Pilot-Album sein können, da alle anderen „Piloten“ ebenfalls mit an Bord waren. Interessanterweise war die, parallel erscheinende, nächste Pilot-Single eine Paton/Lyall-Komposition, Lady Luck, die auf keinem regulären Album enthalten war. Später ging Lyall zu Dollar. Im Dezember 1989 starb er an AIDS.
In der Zwischenzeit hatte Alan Parsons beschlossen, mit den Aufnahmen von Tales of Mystery and Imagination zu beginnen, ein reines Produzentenalbum mit den besten Musikern, mit denen er schon zusammengearbeitet hatte. Beeindruckt von der musikalischen Handwerkskunst der Pilot-Mitglieder, lud er sie ein, auf diesem Album mitzuspielen, was alle drei verbliebenen Pilot-Mitglieder taten. Dies war die Grundlage für das, was sich später als The Alan Parsons Project herausstellte.
Produzent der meisten Tonträger war Alan Parsons, lediglich bei Morin Heights, dem dritten Album, übernahm 1976 Roy Thomas Baker (Produzent von Queen) diese Aufgabe. Für die Aufnahmen zogen sich die 3 verbliebenen Bandmitglieder in die Morin Heights Studios in Quebec, Kanada, zurück. Der Aufenthalt und auch die Produktion verliefen teilweise haarsträubend. Es wurde viel experimentiert. Zwei Singles wurden vor der Veröffentlichung des Albums herausgebracht, die aber nur sehr mäßigen Erfolg verzeichnen konnten. Aber viel heftiger traf die Band der plötzliche Weggang ihres Schlagzeugers Stuart Tosh, der eine Woche vor dem Release von Morin Heights aus „privaten Gründen“ ausstieg. Kurze Zeit später sollte Tosh der neue Schlagzeuger bei 10cc werden. Obwohl das Album nie in den USA erschien, wurde es das am meisten verkaufte Album der Band.
Dass aufgrund interner Managementprobleme keine Tourneen unternommen werden konnten, wurde zu einem echten Problem für die Band. Dies beeinträchtigte die Möglichkeiten von Pilot, sich auf den Märkten zu etablieren, auf denen ihre Songs am erfolgreichsten waren. Letztendlich absolvierten sie nur zwei Tourneen in Großbritannien. Im Interview mit Goldmine erklärte Paton:
Auf Pilots viertem Album Two’s a Crowd (1977) wurde Lyall durch Steve Swindells an den Keyboards ersetzt. Viele halten dieses Album für Pilots bestes Werk überhaupt. Bemerkenswert ist dabei die Tatsache, dass Paton und Bairnson parallel an einem Tag an ihrem neuesten Album arbeiteten, am anderen Tag mit Alan Parsons an dessen neuem Album I Robot. Auch als Paul McCartney, der zur selben Zeit Mull Of Kintyre in den Abbey Road Studios aufnahm, ein paar „echte schottische Stimmen“ benötigte, hatten Paton und Bairnson dafür noch Energie. Leider wurde das Album, genau wie sein Vorgänger, nie in den USA veröffentlicht.
1977 löste sich Pilot auf. Bairnson und Paton blieben (auch nach dem Ausstieg von Stuart Tosh) nach wie vor der musikalische Kern von The Alan Parsons Project und arbeiteten weiter als Studiomusiker, unter anderem mit Kate Bush oder Chris de Burgh. 2001 haben sie sich wieder als Pilot zusammen getan. Als Ergebnis dieser Reunion wurde 2002 das Album Blue Yonder veröffentlicht, welches zum größten Teil neu aufgenommene Titel aus dem 1977er Album Two’s a Crowd, zwei neue Songs und einen Live Track aus dem Jahr 1975 enthält. Wegen erheblicher Differenzen mit der Plattenfirma Arista wurde das Originalalbum von 1977 zunächst nicht als CD veröffentlicht. 2005 haben Pilot dann, wohl auch auf weltweiten vielfachen Wunsch ihrer immer noch sehr großen Fan-Gemeinde, Two’s a Crowd endlich auf CD, wenn auch nur in Japan, herausbringen können.
2014 veröffentlichten Paton, Bairnson und auch Stuart Tosh wieder als komplette Band Pilot ein Album namens A Pilot Project, das ausschließlich Stücke des Alan Parsons Project enthält. Im gleichen Jahr, am 6. September 2014, spielten David Paton, Ian Bairnson und Stuart Tosh nach 39 Jahren wieder zum ersten Mal in originaler Besetzung (ohne den verstorbenen Billy Lyall) auf dem Midfest in Edinburgh.
2016 und 2017 waren Pilot vornehmlich in Japan, Großbritannien und Deutschland live zu sehen. Die beiden Ur-Mitglieder David Paton und Ian Bairnson wurden dabei unterstützt von Kenny Hutchison (Keyboards, Gesang), Calais Brown (Gitarre, Gesang), Dave Stewart (Schlagzeug, Gesang) und Irvin Duguid (Keyboards, Gesang).
2019 veröffentlichte David Paton sozusagen im Alleingang einen Nachfolger von A Pilot Project, The Traveller - Another Pilot Project. Bis auf wenige Ausnahmen spielte er alle Instrumente selbst ein.
2020 veröffentlichte das Label Cherry Red (Rough Trade) ein 4 CD-Box-Set, welches alle 4 Alben der Band enthält plus einige seltene Aufnahmen als Bonustracks.
Im Juli 2021 veröffentlichte Pilot (Paton und Bairnson) The Magic EP, auf der 4 komplett neu aufgenommene ältere Songs zu hören sind: Magic, January, Just a Smile und Over the Moon. Letzterer wurde für diesen Zweck komplett neu arrangiert.
Am 21. März 2022 erschien eine Kompilation der größten Hits von Pilot The Magic Collection.

## Bandmitglieder
- David Paton (* 29. Oktober in 1949 Edinburgh, Schottland) – Gesang, Gitarre, Bass
- Billy (William) Lyall (* 26. März 1953 in Edinburgh, Schottland; † 1. Dezember 1989) – Gesang, Synthesizer, Piano, Flöte
- Stuart Tosh (* 26. September 1951 in Aberdeen, Schottland) – Schlagzeug
- Ian Bairnson (* 3. August 1953 in Lerwick, Shetlandinseln, Schottland; † 7. April 2023) – Gitarre[12]
- Steve Swindells (* 21. September 1952) – Gesang, Synthesizer, Glockenspiel (kam 1977 für Lyall, spielte anschließend bei Hawkwind und Roger Daltrey)

## Diskografie

### Alben
| Jahr | Titel                                        | Höchstplatzierung, Gesamtwochen, AuszeichnungChartplatzierungen (Jahr, Titel, Platzierungen, Wochen, Auszeichnungen, Anmerkungen) | Höchstplatzierung, Gesamtwochen, AuszeichnungChartplatzierungen (Jahr, Titel, Platzierungen, Wochen, Auszeichnungen, Anmerkungen) | Höchstplatzierung, Gesamtwochen, AuszeichnungChartplatzierungen (Jahr, Titel, Platzierungen, Wochen, Auszeichnungen, Anmerkungen) | Höchstplatzierung, Gesamtwochen, AuszeichnungChartplatzierungen (Jahr, Titel, Platzierungen, Wochen, Auszeichnungen, Anmerkungen) | Anmerkungen                                                                          |
| Jahr | Titel                                        | DE | AT | UK | US | Anmerkungen                                                                          |
| ---- | -------------------------------------------- | --- | --- | --- | --- | ------------------------------------------------------------------------------------ |
| 1974 | From the Album of the Same Name / Pilot (US) | — | — | — | US82 (14 Wo.)US | Produzent: Alan Parsons, Aufnahme: Abbey Road Studios, April bis Juli 1974           |
| 1975 | Second Flight / January (US)                 | — | — | UK48 (1 Wo.)UK | — | Produzent: Alan Parsons, Aufnahme: Air Studios, London Mastering: Abbey Road Studios |

Weitere Alben
- 1976: Morin Heights (Produzent: Roy Thomas Baker)
- 1977: Two’s a Crowd (Produzent: Alan Parsons, Aufnahme: Abbey Road Studios, Januar bis Juni 1977)
- 2002: Blue Yonder
- 2005: Two’s a Crowd (Re-Issue als CD, nur Japan)
- 2014: A Pilot Project – Tributalbum zu The Alan Parsons Project (nur Japan)
- 2019: The Traveller - Another Pilot Project – 2. Tributalbum zu The Alan Parsons Project

### Kompilationen
- 1980: The Best of Pilot
- 1997: Magic
- 1997: Magic: A Golden Classics Edition
- 2004: A’s, B’s & Rarities
- 2020: The Albums (4 CD-Box-Set)
- 2021: The Magic EP (nur Download)
- 2022: The Magic Collection

### Singles
| Jahr | Titel Album                                  | Höchstplatzierung, Gesamtwochen, AuszeichnungChartplatzierungen (Jahr, Titel, Album, Platzierungen, Wochen, Auszeichnungen, Anmerkungen) | Höchstplatzierung, Gesamtwochen, AuszeichnungChartplatzierungen (Jahr, Titel, Album, Platzierungen, Wochen, Auszeichnungen, Anmerkungen) | Höchstplatzierung, Gesamtwochen, AuszeichnungChartplatzierungen (Jahr, Titel, Album, Platzierungen, Wochen, Auszeichnungen, Anmerkungen) | Höchstplatzierung, Gesamtwochen, AuszeichnungChartplatzierungen (Jahr, Titel, Album, Platzierungen, Wochen, Auszeichnungen, Anmerkungen) | Anmerkungen                              |
| Jahr | Titel Album                                  | DE | AT | UK | US | Anmerkungen                              |
| ---- | -------------------------------------------- | --- | --- | --- | --- | ---------------------------------------- |
| 1974 | Magic From the Album of the Same Name        | DE39 (3 Wo.)DE | — | UK11 (11 Wo.)UK | US5 Gold · (20 Wo.)US | Erstveröffentlichung: 20. September 1974 |
| 1975 | January Second Flight                        | DE15 (12 Wo.)DE | AT16 (4 Wo.)AT | UK1 Silber · (10 Wo.)UK | US87 (6 Wo.)US | Erstveröffentlichung: 17. Januar 1975    |
| 1975 | Call Me Round Second Flight                  | — | — | UK34 (4 Wo.)UK | — | Erstveröffentlichung: 4. April 1975      |
| 1975 | Just a Smile From the Album of the Same Name | — | — | UK31 (4 Wo.)UK | US90 (5 Wo.)US | Erstveröffentlichung: 7. Juni 1974       |

Weitere Singles
- 1975: Lady Luck
- 1976: Running Water
- 1976: Canada
- 1976: Penny in My Pocket
- 1977: Get Up and Go
- 1977: Monday Tuesday
- 1977: Ten Feet Tall
- 2014: Eye in the Sky (Promo, nur Japan)

## Auszeichnungen für Musikverkäufe
| Goldene Schallplatte - Kanada - 1976: für die Single Magic |

Anmerkung: Auszeichnungen in Ländern aus den Charttabellen bzw. Chartboxen sind in ebendiesen zu finden.
| Land/RegionAuszeichnungen für Musikverkäufe (Land/Region, Auszeichnungen, Verkäufe, Quellen) | Silber  | Gold     | Platin | Verkäufe  | Quellen         |
| -------------------------------------------------------------------------------------------- | ------- | -------- | ------ | --------- | --------------- |
| Kanada (MC)                                                                                  | —       | Gold1    | —      | 75.000    | musiccanada.com |
| Vereinigte Staaten (RIAA)                                                                    | —       | Gold1    | —      | 1.000.000 | riaa.com        |
| Vereinigtes Königreich (BPI)                                                                 | Silber1 | —        | —      | 250.000   | bpi.co.uk       |
| Insgesamt                                                                                    | Silber1 | 2× Gold2 | —      |           |                 |